# La Pine
La Pine – miasto w Stanach Zjednoczonych, w stanie Oregon, w hrabstwie Deschutes.